# Grande rue au Bois
Pour les articles homonymes, voir Rue au Bois.
La grande rue au Bois (en néerlandais: Grote Bosstraat) est une artère bruxelloise de la commune de Schaerbeek qui va de la place des Bienfaiteurs à la chaussée de Louvain en passant par la rue Alexandre Markelbach, la rue François Bossaerts, la rue Joseph Coosemans, l'avenue Chazal et la rue Jacques Jansen.

## Histoire et description
Ce chemin existait déjà au XIIIe siècle et allait du village de Schaerbeek jusqu'au bois de Linthout. La rue fut construite en 1852 et reliait la chaussée de Haecht à la chaussée de Louvain.
La numérotation des habitations va de 1 à 181 pour le côté impair et de 2 à 202 pour le côté pair.

## Adresses notables
- no 57 : École fondamentale communale no 10 Bois Dailly
- no 78 : Haute école Lucia De Brouckère (Institut supérieur de Schaerbeek)
- no 186 : Mustin-Cailliau, pharmacie

## Transport public
- côté place des Bienfaiteurs :
  - arrêt Bienfaiteurs du tram 25 (STIB)
  - arrêt Bienfaiteurs du bus 65 (STIB)
  - arrêt Bremer du bus 358 (De Lijn)
  - station de taxi Bienfaiteurs
- côté chaussée de Louvain :
  - arrêt Radium du bus 29 (STIB)
  - arrêt Dailly du bus 61 (STIB)
  - arrêt Dailly du bus 64 (STIB)
  - arrêt Dailly du bus Noctis N04 (STIB)
  - arrêt Dailly du bus 318 (De Lijn)
  - arrêt Dailly du bus 351 (De Lijn)
  - arrêt Dailly du bus 358 (De Lijn)
  - arrêt Dailly du bus 410 (De Lijn)
  - station de taxi Dailly
  - carsharing Cambio (voiture partagée) - station Dailly (juste après le théâtre de La Balsamine)